# Alaaeldin Abouelkassem
Alaaeldin Ahmad El-Sayyid Abouelkassem (arabiska: علاء الدين احمد السيد أبو القاسم), född 25 november 1990 i Sétif i Algeriet, är en egyptisk fäktare som tävlar i florett.

## Karriär
Abouelkassem tog OS-silver i herrarnas florett i samband med de olympiska fäktningstävlingarna 2012 i London. Han var även en del av Egyptens lag tillsammans med Tarek Ayad och Sherif Farrag som slutade på nionde plats i lagtävlingen i florett.
Vid olympiska sommarspelen 2016 i Rio de Janeiro blev Abouelkassem utslagen i åttondelsfinalen i florett av italienske Daniele Garozzo samt var en del av Egyptens lag tillsammans med Tarek Ayad, Mohamed Essam och Mohamed Hamza som slutade på sjunde plats i lagtävlingen i florett.
Vid olympiska sommarspelen 2020 i Tokyo, som arrangerades 2021, blev Abouelkassem utslagen i kvartsfinalen i florett av japanske Takahiro Shikine samt var en del av Egyptens lag tillsammans med Mohamed Hamza, Mohamed Hassan och Youssef Sanaa som slutade på åttonde plats i lagtävlingen i florett.
Vid olympiska sommarspelen 2024 i Paris blev Abouelkassem utslagen i sextondelsfinalen i florett av japanske Kazuki Iimura samt var en del av Egyptens lag tillsammans med Mohamed Essam, Mohamed Hamza och Abdelrahman Tolba som slutade på åttonde plats i lagtävlingen i florett.